# كارل هاينز لانغر
كارل هاينز لانغر هو ضابط ألماني، ولد في 19 أبريل 1914 في غورليتس في ألمانيا، وتوفي في 6 مايو 1955 في رمشايد في ألمانيا.